# 段智廉
大理享天帝段智廉（？—1204年），大理国第十九世皇帝，1200年—1204年在位，宣宗功极皇帝段智兴之子。1200年7月段智兴去世，8月段正兴即位。他与其父一样，笃信佛教，在位期间，1202年，曾派人到宋朝取经，得到大藏经1465部，放置于大理城五华楼上。他用过2个年号，鳳曆、元寿。1204年（一说1205年）崩，死後諡號為享天皇帝（亨天皇帝），弟段智祥立。